# Vatteville-la-Rue
Vatteville-la-Rue is een gemeente in het Franse departement Seine-Maritime (regio Normandië) en telt 890 inwoners (1999). De plaats maakt deel uit van het arrondissement Rouen.

## Geografie
De oppervlakte van Vatteville-la-Rue bedraagt 49,8 km², de bevolkingsdichtheid is 17,9 inwoners per km².
De onderstaande kaart toont de ligging van Vatteville-la-Rue met de belangrijkste infrastructuur en aangrenzende gemeenten.

## Demografie
Onderstaande figuur toont het verloop van het inwonertal (bron: INSEE-tellingen).

1. ↑  Populations de référence 2022.